# Équilibre de Schlenk
L'équilibre de Schlenk est un équilibre réactionnel se produisant dans les solutions de réactifs de Grignard et de bases de Hauser (en). Il doit son nom à Wilhelm Schlenk qui le mit en évidence en 1929. Il s'écrit de la manière suivante :
2 RMgX  {\displaystyle \rightleftharpoons }  MgX2 + MgR2.
La position de cet équilibre peut être influencée par différents facteurs tels que le solvant utilisé, la température du milieu réactionnel, la concentration en réactif de Grignard ou la nature des différents substituants. Par exemple, dans le cas d'un réactif de Grignard en solution dans le 1,4-dioxane, cet équilibre est déplacé dans le sens de formation du magnésien symétrique car le sous-produit forme un complexe avec le solvant et précipite.